# Tommie Hartogs
Tom „Tommie“ Hartogs (* 20. Juni 1969 in Eindhoven) ist ein ehemaliger  niederländischer Eishockeyspieler (Stürmer) und jetziger -trainer, der in seiner aktiven Zeit von 1989 bis 2007 unter anderem für die Adler Mannheim, Krefeld Pinguine und Kassel Huskies in der Deutschen Eishockey Liga sowie den EV Duisburg in der 2. Bundesliga gespielt hat. Seit 2007 ist er Cheftrainer der niederländischen Eishockeynationalmannschaft. 

## Karriere
Tommie Hartogs  begann seine Karriere als Eishockeyspieler bei den Smoke Eaters Geleen, für die er zwischen 1989 und 1994 in der niederländischen Eredivisie auf dem Eis stand und mit denen er in der Saison 1992/93 den niederländischen Pokalwettbewerb gewann. Dieses Engagement wurde dabei lediglich von einem Jahr bei den Tilburg Trappers in der Saison 1991/92 unterbrochen.
Zur Saison 1994/95 wechselte der Linksschütze in die französische Ligue Magnus zu Brest Albatros Hockey, mit dem er 1996 die französische Meisterschaft gewinnen konnte. Zur Saison 1996/97 unterschrieb Hartogs einen Vertrag bei den Adler Mannheim aus der Deutschen Eishockey Liga, konnte sich dort jedoch nicht durchsetzen, sodass er noch vor Saisonende nach Brest zurückkehrte und mit den Franzosen 1997 erneut den nationalen Meistertitel gewann. In der Saison 1997/98 wurde er mit den Brûleurs de Loups de Grenoble ebenfalls französischer Meister. Ein zweiter Anlauf in der DEL klappte schließlich in der Saison 1998/99, als der Angreifer zu den Krefeld Pinguinen wechselte.
Nach drei Jahren bei den Pinguinen folgten zwischen 2001 und 2003 mit dem Ligarivalen Kassel Huskies und dem Zweitligisten EV Duisburg schließlich noch zwei weitere Engagements in Deutschland, bevor Hartogs in die Niederlande zurückkehrte. Mit den Amsterdam Bulldogs (ab 2006 Amstel Tijgers Amsterdam) wurde er bis 2007 noch zweimal Niederländischer Meister (2004 und 2005) und gewann in den Jahren 2004, 2005 und 2007 mit Amsterdam jeweils den niederländischen Pokalwettbewerb. Nach seiner Rückkehr in die Niederlande gehörte er zu den besten Spielern der Liga und wurde 2004 und 2005 jeweils zum besten niederländischen Spieler der Eredivisie gewählt. 2005 und 2006 war er zudem bester Vorlagengeber der Liga und in der Saison 2004/05 darüber hinaus deren Topscorer.
Nach der Saison 2006/07, in der er bereits parallel zu seiner Tätigkeit als Spieler Assistenztrainer bei den Amstel Tijgers war, beendete Hartogs seine aktive Karriere. Seit der B-Weltmeisterschaft 2007 ist er Cheftrainer der niederländischen Eishockeynationalmannschaft. 

### International
Für die Niederlande nahm Tommie Hartogs an der C-Weltmeisterschaft 1999 sowie den B-Weltmeisterschaften 1991, 1992, 1993, 1994, 1995, 1996, 1997, 2000, 2001, 2002, 2003, 2004, 2005 und 2006 teil. In insgesamt 88 WM-Spielen erzielte er 45 Tore und 73 Assists.

## Erfolge und Auszeichnungen
| - 1993 Niederländischer Pokalsieger mit den Eaters Geleen - 1994 Bester Torschütze der Eredivisie - 1996 Französischer Meister mit Brest Albatros Hockey - 1997 Französischer Meister mit dem HC Brest - 1998 Französischer Meister mit den Brûleurs de Loups de Grenoble - 2004 Niederländischer Meister mit den Amsterdam Bulldogs - 2004 Bester niederländischer Spieler der Eredivisie - 2004 Niederländischer Pokalsieger mit den Amsterdam Bulldogs | - 2005 Niederländischer Meister mit den Amsterdam Bulldogs - 2005 Bester niederländischer Spieler der Eredivisie - 2005 Topscorer der Eredivisie - 2005 Bester Vorlagengeber der Eredivisie - 2005 Niederländischer Pokalsieger mit den Amsterdam Bulldogs - 2006 Bester Vorlagengeber der Eredivisie - 2007 Niederländischer Pokalsieger mit den Amsterdam Bulldogs |

### International
- 1999 Aufstieg in die B-Weltmeisterschaft bei der C-Weltmeisterschaft
- 1999 Topscorer der C-Weltmeisterschaft
- 2003 Topscorer der Weltmeisterschaft der Division I, Gruppe A (gemeinsam mit Jewgeni Koreschkow)
- 2003 Bester Vorlagengeber der Weltmeisterschaft der Division I, Gruppe A

## Karrierestatistik
| 1990/91                | Smoke Eaters Geleen           | ED (NL)                | 24  | 23  | 20  | 43  | 10  | 10 | 5  | 12 | 17  | 4  |
| 1991/92                | Tilburg Trappers              | ED (NL)                | 30  | 18  | 30  | 48  | 14  | 4  | 2  | 2  | 4   | 4  |
| 1992/93                | Smoke Eaters Geleen           | ED (NL)                | 24  | 20  | 22  | 42  | 6   | 17 | 14 | 16 | 30  | 2  |
| 1993/94                | Smoke Eaters Geleen           | ED (NL)                | 18  | 32  | 28  | 60  | 6   | 22 | 14 | 23 | 37  | 10 |
| 1994/95                | Brest Albatros Hockey         | LM                     | 26  | 15  | 12  | 27  | 32  | 9  | 6  | 8  | 14  | 18 |
| 1995/96                | Brest Albatros Hockey         | LM                     | 24  | 20  | 17  | 37  | 26  | 12 | 9  | 10 | 19  | 14 |
| 1996/97                | Adler Mannheim                | DEL                    | 9   | 3   | 1   | 4   | 4   | –  | –  | –  | –   | –  |
| 1996/97                | HC Brest                      | LM                     | 27  | 21  | 37  | 58  | 16  | 10 | 8  | 15 | 23  | 8  |
| 1997/98                | Brûleurs de Loups de Grenoble | LM                     | 48  | 34  | 41  | 75  | 36  |    |    |    |     |    |
| 1998/99                | Krefeld Pinguine              | DEL                    | 51  | 7   | 21  | 28  | 14  | 4  | 1  | 1  | 2   | 0  |
| 1999/00                | Krefeld Pinguine              | DEL                    | 56  | 14  | 30  | 44  | 36  | 4  | 1  | 1  | 2   | 18 |
| 2000/01                | Krefeld Pinguine              | DEL                    | 60  | 10  | 16  | 26  | 52  | –  | –  | –  | –   | –  |
| 2001/02                | Kassel Huskies                | DEL                    | 48  | 8   | 11  | 19  | 8   | 7  | 0  | 2  | 2   | 4  |
| 2002/03                | EV Duisburg                   | 2. BL                  | 54  | 13  | 21  | 34  | 44  | –  | –  | –  | –   | –  |
| 2003/04                | Amsterdam Bulldogs            | ED (NL)                | 44  | 30  | 32  | 62  | 30  | –  | –  | –  | –   | –  |
| 2004/05                | Amsterdam Bulldogs            | ED (NL)                | 22  | 24  | 37  | 61  | 8   | 7  | 5  | 6  | 11  | 20 |
| 2005/06                | Amstel Tijgers Amsterdam      | ED (NL)                | 19  | 4   | 25  | 29  | 12  | 4  | 1  | 1  | 2   | 16 |
| 2006/07                | Amstel Tijgers Amsterdam      | ED (NL)                | 12  | 1   | 4   | 5   | 8   | 5  | 2  | 3  | 5   | 8  |
| Eredivisie (NL) gesamt | Eredivisie (NL) gesamt        | Eredivisie (NL) gesamt | 193 | 152 | 198 | 350 | 94  | 69 | 43 | 63 | 106 | 64 |
| Ligue Magnus gesamt    | Ligue Magnus gesamt           | Ligue Magnus gesamt    | 125 | 90  | 107 | 197 | 110 | 31 | 23 | 33 | 56  | 40 |
| DEL gesamt             | DEL gesamt                    | DEL gesamt             | 224 | 42  | 79  | 121 | 114 | 15 | 2  | 4  | 6   | 22 |

(Legende zur Spielerstatistik: Sp oder GP = absolvierte Spiele; T oder G = erzielte Tore; V oder A = erzielte Assists; Pkt oder Pts = erzielte Scorerpunkte; SM oder PIM = erhaltene Strafminuten; +/− = Plus/Minus-Bilanz; PP = erzielte Überzahltore; SH = erzielte Unterzahltore; GW = erzielte Siegtore; 1 Play-downs/Relegation; Kursiv: Statistik nicht vollständig)